# Ekonomiåret 1945

## Händelser
- 27 december - 28 nationer bildar Världsbanken.[1]